# Prunus turcomanica
Prunus turcomanica är en rosväxtart som först beskrevs av Igor Alexandrovich Linczevski, och fick sitt nu gällande namn av Siro Kitamura. Prunus turcomanica ingår i släktet prunusar, och familjen rosväxter. Inga underarter finns listade i Catalogue of Life.